# I Killed My Mother
I Killed My Mother (Originaltitel: J’ai tué ma mère) ist ein kanadischer Spielfilm von Xavier Dolan aus dem Jahr 2009, der in Deutschland 2011 in den Kinos zu sehen war. In der Schweiz lief der Film 2010 mit dem ins Deutsche übersetzten Titel Ich habe meine Mutter getötet.

## Handlung
Hubert ist 16 Jahre alt und seit Kurzem in einer Beziehung mit seinem Klassenkameraden Antonin. Seine Eltern leben getrennt, seit Hubert drei Jahre alt ist. Die Mutter Chantale hat ihn stets verwöhnt und ist nun mit dem zornigen und rebellischen Hubert, der an seiner Mutter alles auszusetzen hat, überfordert. Zwischen Sohn und Mutter kommt es immer häufiger zu geradezu hasserfüllten Auseinandersetzungen, kann Hubert sie und das (Zusammen-)Leben doch einfach nicht mehr ertragen. Dies beginnt bei Kleinigkeiten, so ihre Angewohnheit, sich während der Fahrt zu schminken oder immer Nachrichten zu hören, und endet bei ihrer Angewohnheit, Versprechungen zu machen, die sie am nächsten Tag widerruft. Hubert verarbeitet seine Gefühle unter anderem mit Selbstgesprächen, die er per Videokamera aufzeichnet. Es gibt Tage, an denen er seine Mutter hasst. Gleichzeitig würde er sie verteidigen, wenn jemand sie angreifen würde – seine widersprüchlichen Gefühle verwirren ihn. Im Kunstunterricht zeichnet er ein düsteres Bild, das er Der Sohn nennt. Später soll er für eine Hausaufgabe auch Fragen zur Arbeit seiner Eltern beantworten und bittet seine Lehrerin Julie Cloutier, seine Tante befragen zu dürfen, da sein Vater verschwunden und seine Mutter tot sei. Die Lehrerin ist erschüttert und erlaubt es ihm. Wenig später erscheint Chantale und will ihren Sohn empört zu Rede stellen, doch der rennt vor ihr davon. Julie nimmt ihn später mit dem Auto mit und beide führen ein Gespräch über ihre Eltern, so hat Julie seit zehn Jahren nichts mehr von ihrem Vater gehört.
Hubert sieht eine Lösung für sein Problem mit der Mutter darin, in eine eigene Wohnung zu ziehen. Er hat von seiner Großmutter Geld geerbt, das seine Mutter für ihn bis zum 18. Lebensjahr verwaltet. Von dem Geld könnte er eine Wohnung bezahlen. Chantale hält es zunächst für eine gute Idee, und Hubert ist begeistert. Er besichtigt eine Wohnung, die ihm gefallen würde, doch hat Chantale ihre Meinung bereits am nächsten Tag geändert, sei es doch unmöglich, dass ein 16-Jähriger eine eigene Wohnung beziehe. Erneut ist Hubert hasserfüllt, versucht jedoch, sich zu bessern. Einen Tag lang verrichtet er sämtliche Hausarbeit, wäscht, putzt und kocht und kümmert sich anschließend um den Abwasch. Chantale ist verblüfft und begibt sich mit ihrer Freundin ins Solarium. Hier trifft sie die Mutter von Antonin und erfährt von ihr, dass Hubert schwul und der Freund von Antonin ist. Sie ist verblüfft und verletzt, hat Hubert ihr doch nichts davon erzählt. Am Abend bietet sie ihm an, ihn mit zur Videothek zu nehmen. Dort jedoch kann sich Hubert nicht für drei Filme entscheiden und lässt Chantale 45 Minuten im Auto warten. Irgendwann fährt sie fort und liest Hubert wenig später auf, als er sich bereits zu Fuß auf den Heimweg gemacht hat. Erneut kommt es zum heftigen Streit, der auch an der Haustür noch nicht beendet ist. Als sich Hubert weigert, Chantal beim Tragen der Einkäufe zu helfen, lässt sie ihn an der Haustür stehen und fährt davon. Hubert begibt sich zu Antonin, der jedoch nicht zuhause ist. Schließlich landet er bei Julie, die ihn nur unter der Bedingung des Stillschweigens bei sich übernachten lässt, drohe ihr bei Aufdeckung doch die Entlassung als Lehrerin. Vor seiner Mutter, die ihn anruft, behauptet Hubert, er sei bei Antonin und werde so schnell nicht nach Hause zurückkehren.
Den nächsten Tag verbringt Hubert bei seinem Freund, als sich sein Vater telefonisch meldet und sich mit ihm für einen Filmabend verabredet. Bei seinem Vater trifft Hubert jedoch auf Chantale. Beide Elternteile machen ihm klar, dass sie aufgrund seines Verhaltens nur eine Möglichkeit sehen: Hubert kommt auf ein Internat. So habe er auch eine Chance, seine schlechten schulischen Leistungen zu verbessern. Hubert ist verzweifelt, hat jedoch keine Alternative. Er verabschiedet sich von Antonin und auch von Julie. Im Internat freundet er sich mit einem Mitschüler an. Als das Schuljahr zu Ende ist, gehen beide in der Disko tanzen, Hubert nimmt Speed und küsst den Mitschüler, eilt jedoch nach kurzer Zeit aus der Disko. Bei seiner Mutter redet er im Drogenrausch viel und meint, dass alles gut sei, solange sie beide sich hätten. Das gute Verhältnis zwischen Mutter und Sohn wird getrübt, als Hubert erfährt, auch das nächste Schuljahr auf dem Internat verbringen zu müssen. Er macht ihr bittere Vorwürfe, droht, ab seinem 18. Lebensjahr nie mehr mit ihr zu sprechen und wirft ihr ihre Unfähigkeit als Mutter vor. Sie wiederum meint, dass er nie Kinder haben werde, sei er doch schwul. Sie macht ihm deutlich, von ihm enttäuscht zu sein, habe sie diese Information doch erst von einer ihr fremden Frau erfahren. Beim anschließenden Streit wird Hubert handgreiflich und ist kurz darauf über sich selbst entsetzt. Chantale schickt ihn fort und Hubert verbringt die letzten Tage vor Schulbeginn bei Antonin. Zurück im Internat wird er von zwei Schülern verprügelt, weil er schwul ist. Er reißt aus. Chantale findet unterdessen in Huberts Zimmer die Videokassetten, die er über seine Gefühle aufgenommen hat, und schaut sie sich teilweise an. Ihr Blick auf ihren Sohn ändert sich dadurch. Der Schuldirektor informiert Chantale wenig später über die Flucht des Sohnes, und meint, dass ein Herr im Haus dem Jungen nicht schaden würde. Chantale empört sich am Telefon immer mehr über die abgehobenen Akademiker, die meinen, ihre Unfähigkeit auf sie als Mutter abwälzen zu können. In Rage kündigt sie am Ende Huberts Internatsplatz. Vom Direktor hat sie erfahren, dass Hubert sich laut einem zurückgelassenen Brief an die Mutter „in seinem Reich“ aufhalte. Dabei handelt es sich um ein Haus am Wald, in dem die Familie bis zur Trennung lebte. Hier findet Chantale Hubert und auch Antonin. Ihr Sohn sitzt am See und Chantale setzt sich zu ihm. Sie beginnen, einander an der Hand zu halten. Ein Film mit Hubert als Kind und Chantale als glücklicher Mutter wird eingespielt.

## Produktion

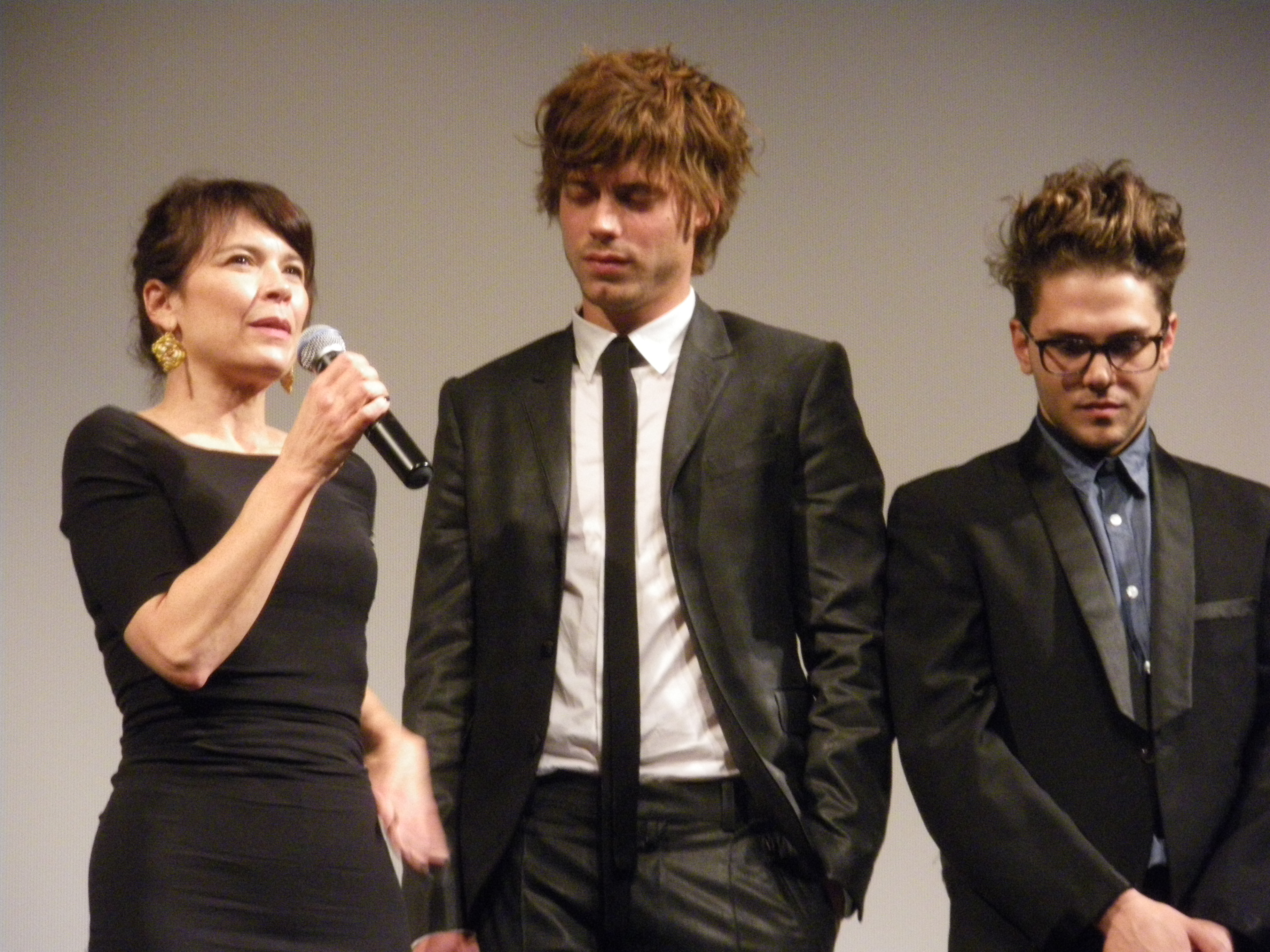
Anne Dorval, François Arnaud und Xavier Dolan (v. l. n. r.) bei der Vorstellung des Films auf dem Toronto International Film Festival 2009

I Killed My Mother war Dolans Regiedebüt. Es handelt sich um einen semiautobiografischen Film, verarbeitete Dolan doch auch die Beziehung zu seiner eigenen Mutter in dem Film: Mit 17 Jahren war Dolan von der Schule gegangen, was seine Eltern aufregte, „vor allem seine Mutter, bei der er wohnte, und weil er ihre Aufregung so spießig fand, zog er aus.“ Dolan schrieb das Drehbuch im Alter von 16 bzw. 17 Jahren. Er finanzierte den Film in Teilen selbst und drehte ihn ohne Vorkenntnisse im Regiebereich. Zudem übernahm er die Hauptrolle, hatte jedoch als Kind bereits in Werbespots vor der Kamera gestanden und in kleineren Film- und Serienauftritten Erfahrung als Schauspieler sammeln können.
Dolan reichte den Film 2009 bei den Internationalen Filmfestspielen von Cannes ein, wo er am 18. Mai 2009 in der Filmreihe junger Regisseure (Quinzaine des réalisateurs) lief. Am 11. März 2010 lief er in der Schweiz in den Kinos an und kam am 3. Februar 2011 auch in die deutschen Kinos. Der Sender arte zeigte I killed my mother am 8. Februar 2012 erstmals im Fernsehen. Bereits 2011 kam er in Deutschland auf DVD heraus.

## Synchronisation
| Rolle            | Darsteller       | Synchronsprecher   |
| ---------------- | ---------------- | ------------------ |
| Chantale Lemming | Anne Dorval      | Susanne von Medvey |
| Hubert Minel     | Xavier Dolan     | Patrick Roche      |
| Antonin Rimbaud  | François Arnaud  | Johannes Raspe     |
| Hélène Rimbaud   | Patricia Tulasne | Madeleine Stolze   |
| Julie Clotier    | Suzanne Clément  | Claudia Lössl      |
| Éric             | Niels Schneider  | Max Felder         |
| Richard Minel    | Pierre Chagnon   | Frank Engelhardt   |
| Vermieter        | Manuel Tadros    | Claus Brockmeyer   |

## Kritik
Der Spiegel nannte I Killed My Mother ein „feuriges Leinwandduell zwischen ihm [Dolan] in Gestalt der genialen, aber verzogenen Bestie und Dorval in der Rolle der sympathischen, aber verständnislosen Kleinbürgerin.“ Für den film-dienst war der Film „eine… sensible…, glaubwürdig gespielte… Coming-of-Age-Geschichte ohne reißerische Überzeichnungen der Konflikte“ „Hier ist ein hochintelligenter, sich seiner Mittel sehr bewusster Erzähler am Werk, der die Einflüsse von François Truffaut bis Wong Kar-wai […] geschickt in diesen ganz und gar erstaunlichen Erstling einarbeitet und dabei eine eigene, ausgesprochen jugendliche Filmsprache entwickelt“, befand Die Zeit. Critic.de meinte, der Film besteche durch „seine erfrischende Selbstverständlichkeit und stimmige Referenzen“.

## Auszeichnungen
Auf den Internationalen Filmfestspielen von Cannes erhielt Xavier Dolan für I Killed My Mother 2009 den C.I.C.A.E.-Preis, den Prix Regards Jeune und den Preis der SACD. Im Jahr 2010 war der Film für einen César als Bester ausländischer Film nominiert. Im gleichen Jahr gewann er den Claude Jutra Award der Genie Awards. Er erhielt einen Prix Jutra als Bester Film in Québec, für die Beste Hauptdarstellerin und das Beste Drehbuch. Zudem war er in den Kategorien Bester Hauptdarsteller und Beste Regie für einen Prix Jutra nominiert. Im Jahr 2010 gewann der Film zudem einen Prix Lumières als Bester französischsprachiger Film.